# پالمرستون، قلمرو پایتختی استرالیا
پالمرستون (به انگلیسی: Palmerston) یک حومه شهر در استرالیا است که در قلمرو پایتختی استرالیا واقع شده‌است.